# A Bath Tub Mystery
A Bath Tub Mystery è un cortometraggio muto del 1916 prodotto, diretto e sceneggiato da Edwin McKim.

## Produzione
Il film fu prodotto dalla Lubin Manufacturing Company.

## Distribuzione
Distribuito dalla General Film Company, il film - un cortometraggio di una bobina - venne distribuito nelle sale statunitensi il 10 gennaio 1916.